# Межа (приток на Западна Двина)
Межа (на руски: Межа) е река в Тверска и Смоленска област на Русия, ляв приток на Западна Двина. Дължина 259 km. Площ на водосборния басейн 9080 km².
Река Межа води началото си от южните части на Валдайското възвишение, на 266 m н.в., на 3 km северозападно от село Староселе, в Нелидовски район на Тверска област. В горното течение протича в предимно в южна посока, а в средното и долното – предимно в югозападна през равнинни и блатисти местности. Влива се отляво в река Западна Двина, на 150 m н.в., при село Дорожино в Тверска област. Основни притоци: леви – Берьоза (106 km), Лучеса (95 km), Обша (153 km), Аржаг, Елша (88 km); десни – Бутаковка. Има смесено подхранване с преобладаване на снежното с ясно изразено пролетно пълноводие през април. Среден годишен отток 61 m³/s. Заледява се през ноември, а се размразява в края на март или началото на април. По бреговете на реката са разположени множество населени места, в т.ч. град Нелидово и селището от градски тип Жарковски в Тверска област.